# Rustenburgita
La rustenburgita és un mineral de la classe dels elements natius. Va ser descoberta el 1975 a la mina Rustenburg a Rustenburg, Sud-àfrica. El seu nom prové del nom de la mina i la localitat. Un sinònim seu és el codi IMA1974-040.

## Característiques
La rustenburgita és un mineral de fórmula química (Pt, Pd)₃Sn. Cristal·litza en el sistema cúbic. La seva duresa a l'escala de Mohs és 5. És una aliatge d'estany i platí; a més a més d'aquests elements pot portar pal·ladi com a impuresa. És isoestructural amb l'aokita (Pd₃Sn), amb la qual forma una sèrie de solució sòlida, en la qual la substitució gradual de platí per pal·ladi dona els diferents minerals o varietats de la sèrie.

## Classificació
La rustenburgita es troba classificada en el grup 1.AG.10 segons la classificació de Nickel-Strunz (1 per a Elements; A per a Metalls i aliatges intermetàl·lics i G per a Aliatges d'elements del grup del platí; el nombre 10 correspon a la posició del mineral dins del grup), juntament amb els següents minerals: hexaferro, garutiïta, atokita, zviaguintsevita, taimirita-I, tatianaïta, paolovita, plumbopal·ladinita, estanopal·ladinita, cabriïta, chengdeïta, isoferroplatí, ferroniquelplatí, tetraferroplatí, tulameenita, hongshiïta, skaergaardita, yixunita, damiaoïta, niggliïta, bortnikovita i nielsenita. En la classificació de Dana el mineral es troba al grup 1.2.5.2 (1 per a Elements natius i aliatges i 2 per a Metalls del grup del platí i aliatges; 5 i 2 corresponen a la posició del mineral dins del grup).

## Formació i jaciments
És un mineral rar que apareix escassament, en forma de concentrats del mineral. Es forma en roques ígnies. Se sol trobar associat a altres minerals com ara atokita, tel·lururs de platí, moncheïta, pirrotina o pentlandita. S'ha descrit a Àsia, Amèrica del Nord, Àfrica i Europa (Finlàndia).

## Usos
Malgrat la seva poca freqüència, és buscada a les mines pel seu elevat contingut en platí.